# 友谊街道 (大庆市)
友谊街道，是中华人民共和国黑龙江省大庆市萨尔图区下辖的一个乡镇级行政单位。

## 行政区划
友谊街道下辖以下地区：
风华社区、百源社区和爱民社区。